# VMware
VMware — американская компания, крупнейший разработчик программного обеспечения для виртуализации. Штаб-квартира расположена в Пало-Альто, Калифорния.
По состоянию на конец 2012 года около 9 % акций компании принадлежат корпорации EMC, 1,5 % — корпорации Cisco. ЕМС контролирует ключевые решения в компании, активы VMware были приобретены ей в 2004 году за $625 млн. В 2007 году VMware была выведена на IPO, рыночная капитализация по результатам первого дня торгов составила $10,9 млрд.
Компания доминирует на рынке программной виртуализации с момента своего появления, доля на рынке неуклонно снижается, при этом составляя около 65 % по состоянию на 2012 год.
В мае 2022 года была приобретена Broadcom Inc. за 61 миллиард долларов.

## История
Компания основана в 1998 году Эдуардом Буньоном (Edouard Bugnion), Менделем Розенблюмом (Mendel Rosenblum), Дианой Грин (Diane Greene), Скоттом Дивайном (Scott Devine) и Эдвардом Вангом (Edward Wang). Ведущая роль принадлежала супружеской паре, состоящей из Дианы Грин, возглавившей компанию, и её мужа, профессора Стэнфорда Менделя Розенблюма, ставшего научно-техническим лидером компании: его работы в области операционных систем легли в основу технологий виртуализации.
Штаб-квартира компании с момента основания размещается в Пало-Альто, позднее были открыты центры разработки и исследований в Кембридже и в Нью-Йорке (в здании Time Warner Center).
В мае 1999 года выпущен первый продукт — VMware Workstation. К 2001 году созданы первые серверные продукты — VMware GSX Server и VMware ESX Server, в 2003 году появились Virtual Center, VMotion и Virtual SMP.
В 2004 году в продуктах поддержана архитектура x86-64, активы компании были приобретены корпорацией EMC, однако фирма продолжила независимое функционирование. В августе 2007 года проведено первичное размещение на Нью-Йоркской фондовой бирже.
8 июля 2008 года компанию покинула Диана Грин, на пост CEO назначен Пол Мариц (Paul Maritz), бывший топ-менеджер Microsoft, где он проработал 14 лет и управлял созданием и маркетингом таких продуктов как Windows 95, Windows NT, SQL Server. Фондовый рынок резко отрицательно отреагировал на отставку Грин: VMware за час потеряла 23,3 % стоимости, а EMC — 8,5 %.
В 2011 году компанией запущен собственный облачный сервис по модели IaaS — Cloud Foundry, в котором почти сразу же произошёл серьёзный сбой. Запуск сервиса был анонсирован 12 апреля, а остановлен в результате «сбоев в работе сервиса» 25-26 апреля.
Летом 2012 года вместо Пола Марица пост CEO занял Патрик Гельсингер (Patrick Gelsinger), бывший руководитель серверного процессорного направления Intel, три года до назначения проработавший операционным руководителем направления информационной инфраструктуры в EMC.
В мае 2022 года Broadcom Inc. договорилась о покупке VMware, сделка стоимостью 69 млрд долларов была завершена 22 ноября 2023 года.

## Поглощения
- 15 января 2008 года компания приобрела Jitit Inc., производителя программного продукта Thinstall, преобразованного в VMware ThinApp.
- В августе 2009 года компания объявила о приобретении за $420 млн компании SpringSource, поставщика технологических инструментов для Java-разработки, известной, прежде всего, созданием программного каркаса Spring Framework, а также владеющей активами Grails[10].
- В январе 2010 года у компании Yahoo было приобретено подразделение, занимающееся разработкой Zimbra — продукта для организации коллективной работы.
- 13 июня 2011 года поглощена компания Digital Fuel, разработчик облачного продукта для управления ИТ-системами.
- В апреле 2012 года приобретена компания Cetas, разработчик программного обеспечения для анализа в рамках парадигмы «больших данных».
- 22 мая 2012 года VMware приобрела компанию Wanova[англ.], разработчика программных продуктов для автоматизированного управления рабочими столами (в противовес подходу VDI — в продуктах Wanova операционные системы выполняются на устройствах конечных пользователей, но все данные систем хранятся централизованно в центре обработки данных и централизованно управляются).
- 2 июля 2012 года приобретена компания DynamicOps[англ.], разработчик программных решений по построению облачной инфраструктуры на основе существующей информационно-технологической инфраструктуры.
- 23 июля 2012 года за $1,26 млрд поглощена компания Nicira[англ.], разработчик решений для программно-определяемых сетей.
- май 2019 года поглощена компания Bitnami, разработчик предварительно подготовленных образов для быстрого развертывания виртуальных машин с установленным набором приложений[11].
- август 2019 года поглощена компания Bitfusion, разработчик программных средств, обеспечивающих механизм виртуализации аппаратных ускорителей[12].
- октябрь 2019 год поглощена компания Carbon Black[англ.], специализирующейся на решениях по обнаружению и предотвращению кибер-атак в облачной инфраструктуре[13].
- декабрь 2019 год поглощена компания Pivotal[англ.], эксперта цифровой трансформации предприятий, разработчика облачной платформы Cloud Foundry[англ.], средств разработки и сервисов[13].

## Продукты

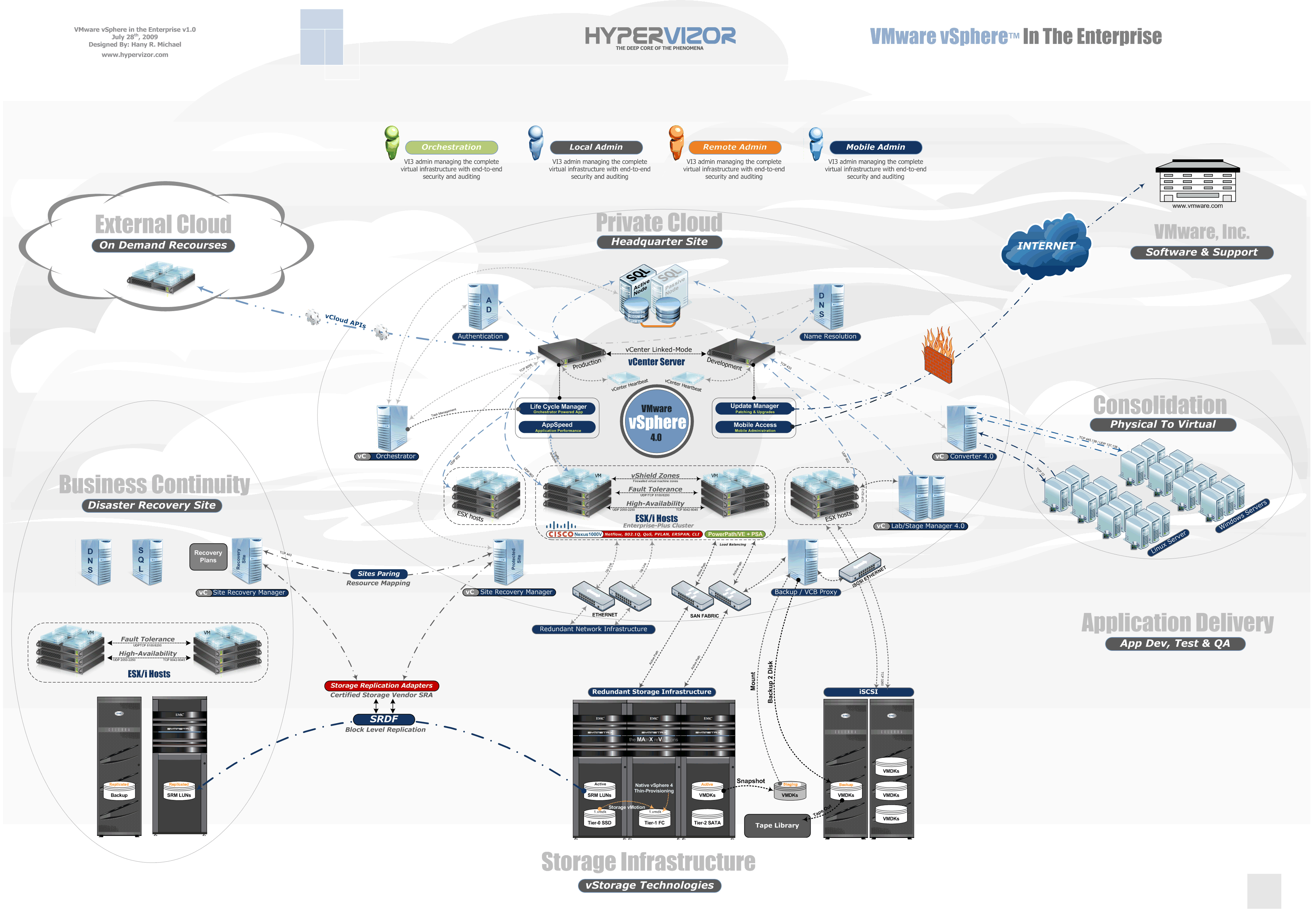
VMware vSphere

Три основных направления развития компании:
- программно-определяемые дата-центры (SDDC).
- создание гибридных облаков (Hybrid Cloud).
- виртуализация рабочих мест корпоративных пользователей.

Все программные продукты VMware можно разделить на следующие основные категории:
- серверная виртуализация,
- виртуализация рабочих мест,
- сетевая виртуализация,
- Виртуализация сети хранения,
- облачные среды.

### Серверная виртуализация
Серверная виртуализация — это первый тип виртуализации, предложенный VMware. Основные продукты этого направления:
- VMware Server[англ.] (замена VMware GSX Server) — программное обеспечение, позволяющее не только создавать и запускать виртуальные машины, а также использовать возможности создания снимков (snapshot), но и удалённо управлять ими. Начиная с осени 2006 года распространяется как бесплатный продукт, в январе 2010 было объявлено о скором завершении поддержки продукта, 30 июня 2011 года поддержка официально прекращена[14].
- VMware vSphere[англ.] — платформа для виртуализации ИТ-инфраструктуры предприятия (ранее VMware Infrastructure). vSphere подразумевает одновременное использование ESXi хостов (x86) и vCenter Server для их централизованного управления.
  - VMware ESX — гипервизор первого типа, являющийся частью продукта VMware vSphere (требует отдельной установки).
    - VMware ESXi — версия VMware ESX без локальной консоли управления (присутствует только сильно урезанная консоль для техподдержки). Для данной версии гипервизора существует бесплатная лицензия, исключающая возможность централизованного управления.

  - vCenter Server — главный инструмент управления для администраторов vSphere. Он предоставляет единую точку контроля за всеми компонентами в виртуальном дата-центре и выполняет некоторые важные функции. vCenter позволяет конфигурировать новые ESXi хосты, хранилище, сеть и характеристики виртуального оборудования различных инфраструктурных компонентов, создавать и импортировать новые виртуальные машины, производить мониторинг и отчёты о производительности гостевой ОС, виртуальных машин и ESXi хостов. vCenter управляет правами, разрешениями, ролями на различных уровнях виртуальной инфраструктуры, унифицирует ресурсы различных хостов ESXi и позволяет обеспечивать общий доступ к ним для любых ВМ в дата-центре. Это достигается назначением ресурсов кластера хостов ESXi виртуальным машинам с учётом назначенных администратором политик.

Последняя версия vSphere 6 представлена следующими редакциями: Standard, Enterprise, Enterprise Plus, Essentials, Essentials Plus, Remote Office Branch Office (ROBO) Standard и Advanced, vSphere for Desktop. Для проактивного автоматического мониторинга виртуальной среды vSphere предлагается решение VMware vRealize Operations (бывший vCenter Operations Manager).

### Виртуализация рабочих мест
В рамках решений VDI / EUC компания выпускает пакет Horizon Suite, включающий:
- Horizon View — виртуализация настольных компьютеров и приложений (ThinApp).
- Horizon Mirage — централизованное управление образами для локального развертывания.
- Horizon Workspace — доступ с различных устройств к приложениям, данным и настольным компьютерам.

### Сетевая виртуализация
Основным продуктом в рамках концепции SDN и виртуальной сетевой изоляции сегментов среды vSphere является VMware NSX. NSX —это платформа виртуализации сети для программного ЦОД, которая делает возможным создание и параллельное выполнение целых сетей на существующем сетевом оборудовании. Результат — ускоренное развертывание рабочих нагрузок и большая адаптивность в условиях все более динамичных ЦОД. Решение NSX воспроизводит программным способом всю сеть, включая сетевые службы уровней 2, 3 и 4-7 в каждой виртуальной сети. NSX предлагает распределенную логическую архитектуру для служб уровней 2-7. Службы инициализируются программным образом при развёртывании виртуальных машин и перемещаются вместе с ними.
Одно из основных применений NSX сейчас — это микросегментация, при которой используется компонент Distributed Firewall.

### Виртуализация хранилища
Программно-определяемая сеть хранения представлена продуктом VMware Virtual SAN (vSAN). Свободные локальные дисковые ёмкости хостов ESXi консолидируются и создают общую среду, и обеспечивается возможность использовать такие функции vSphere, как High Availability, vMotion, DRS и другие.
VASA (vSphere API of Storage Awareness) и vSphere VM Storage Policies дают возможность абстрагироваться от аппаратной реализации системы хранения данных и работать с пулами, которые можно поделить по производительности: Gold, Silver, Bronze — и другим характеристикам, и размещать виртуальные машины, не заботясь, где они физически будут размещены.

### Облачные среды
Продукты по управлению облаком включены в такие пакеты, как vRealize Suite и vCloud Suite. В данный момент VMware предлагает vCloud Director и vRealize Automation (бывший vCAC — vCloud Automation Center).
vCloud Director позволяет создавать и использовать облака по модели IaaS. vRealize Automation предлагает такие модели, как IaaS, PaaS, SaaS и даже XaaS («что угодно как сервис»). Для связи частного и публичного облаков предлагается решение vCloud Connector.

### Настольные приложения
- VMware Workstation — позволяет создавать и запускать одновременно несколько виртуальных машин (x86-архитектуры), в каждой из которых работает своя гостевая операционная система. Поддерживаются как 32-битные, так и 64-битные версии ОС.
  - VMware Fusion — версия VMware Workstation для Macintosh.
- VMware Workstation Player — бесплатный (для личного некоммерческого использования)[15] программный продукт, предназначенный для создания (начиная с версии 3.0) и запуска готовых виртуальных машин (созданных в VMware Workstation, либо VMware Server). VMware Player также работает с виртуальными машинами, созданными приложениями GSX Server и ESX Server, Microsoft VirtualPC и Symantec LiveState Recovery. Бесплатное решение с ограниченной, по сравнению с VMware Workstation, функциональностью.

### Другие приложения
- Lab Manager — решение виртуализации со средствами автоматизации процесса создания многомашинных конфигураций.
- Site Recovery Manager — обеспечивает автоматическое и централизованное аварийное восстановление.
- VMware ACE — расширение Workstation с дополнительными функциями по созданию изолированных, защищённых пользовательских сред в соответствии с концепцией надёжного компьютерного окружения (assured computing environment).
- VMware PowerCli — расширение для powershell, предназначенное для управления серверами и виртуальными машинами.

Также существует альтернативное деление всех продуктов VMware:
- ЦОД и облачная инфраструктура: vCloud Suite, vSphere, vSOM, NSX, Virtual SAN, vCenter Site Recovery Manager, EVO:RAIL, Integrated OpenStack.
- Управление ЦОД и облаком: vRealize Suite, vRealize Operarions Insight, vRealize Automation, vRealize Business, vRealize Code Stream, vRealize Orchestrator, vRealize Hyperic.
- Инфраструктура как услуга: vCloud Air Dedicated Cloud, vCloud Air Virtual Private Cloud, vCloud Air Disaster Recovery.
- Виртуализация настольных компьютеров и приложений: Workspace Suite, Horizon 6, Horizon FLEX, Horizon Air Desktops/Desktop DR, App Volumes, User Environment Manager (UEM), Mirage, ThinApp, vRealize Operations for Horizon.
- Личные настольные компьютеры: Fusion, Fusion Pro, Workstation, Player Pro.
- Бесплатные продукты: vSphere Hypervisor, vCenter Converter, Compliance Checker for PCI, Compliance Checker for vSphere, Capacity Planner, Infrastructure Planner.